# Maria Pascoli
Maria Pascoli, connue sous le nom de plume de Mariù, née le 1er novembre 1865 à San Mauro Pascoli et morte le 5 décembre 1953 à Castelvecchio Pascoli, est une femme de lettres italienne.
Elle est la sœur du poète Giovanni Pascoli, qu'elle a assisté jusqu'à sa mort et dont elle s'est chargée de conserver ses archives dans la maison qui porte son nom.

## Biographie
Née en 1865, Maria est la plus jeune de sa famille, la dernière de dix enfants. Elle perd son père à deux ans et, un an plus tard, sa sœur aînée Margherita décède ; l'année suivante, sa mère Caterina meurt de chagrin. Maria avec sa sœur Ida partent alors vivre à Sogliano al Rubicone, chez leur tante maternelle Rita Vicenzi Allocatelli.
Maria assiste son frère poète, faisant tout ce qui est en son pouvoir pour le soutenir dans son travail littéraire jusqu'à sa mort en 1912. Pascoli avait fait d'elle sa légataire universelle. Elle lui survit pendant plus de quarante ans, s'occupant de ses mémoires et documents d'archives ainsi que de sa correspondance. Elle apporte ainsi une contribution fondamentale à la connaissance des détails de sa vie.
Elle reste dans la villa de Castelvecchio, conservant de nombreuses notes et souvenirs dans ses agendas. Elle se rapproche spontanément au fascisme, et se rend deux fois à Rome pour rencontrer personnellement Benito Mussolini, qui lui a également rendu visite à la Casa del Poeta en 1930.
À sa mort, en 1953, Maria lègue par testament « la maison, la chapelle, les livres, les papiers de son frère Giovanni, les souvenirs de famille et d'autres choses de la maison » à la municipalité de Barga.
Elle est inhumée dans la chapelle de sa maison à Castelvecchio, aux côtés de son frère Giovanni.

## Œuvres
- Maria Pascoli, Lungo la vita di Giovanni Pascoli (mémoires en collaboration avec Augusto Vicinelli (it)), Milan, Arnoldo Mondadori Editore, 1961